# Juraj I. Šubić Bribirski
Juraj I. Šubić Bribirski (?, o. 1247. – ?, 1303.), knez dalmatinskih gradova (lat. civitatum maritimarum comes) iz roda Šubića Bribirski. Drugi je sin kneza Stjepka II. te brat bana Pavla I. († 1312.) i Mladena I. († 1305.).
U izvorima se spominje od 1267. kao šibenski knez (do 1303.). Bio je najbliži suradnik bana Pavla; odigrao je važnu ulogu u izgradnji moći Šubića u Hrvatskoj. Nakon sukoba s Kačićima i zauzimanja njihove kneževine, postao je oko 1280. godine omiški knez. Sukobljavao se s Mlečanima koristeći se omiškom piratskom flotom.
Od 1281. bio je trogirski, a od 1290. ninski knez, da bi oko 1294. godine uzeo naslov kneza dalmatinskih gradova. Obavljao je brojne diplomatske akcije na papinskom i napuljskom dvoru te u Veneciji. Odigrao je značajnu ulogu u dovođenju Karla Roberta na hrvatsko-ugarsko prijestolje.